# 8. Kongress der Vereinigten Staaten
Der 8. Kongress der Vereinigten Staaten, bestehend aus dem Repräsentantenhaus und dem Senat, war die Legislative der Vereinigten Staaten. Seine Legislaturperiode dauerte vom 4. März 1803 bis zum 4. März 1805. Alle Abgeordneten des Repräsentantenhauses sowie ein Drittel der Senatoren (Klasse I) waren im Jahr 1802 bei den Kongresswahlen gewählt worden. Dabei ergab sich in beiden Kammern eine überwältigende Mehrheit für die Demokratisch-Republikanische Partei. Der Kongress tagte in der amerikanischen Bundeshauptstadt Washington, D.C. Die Vereinigten Staaten bestanden damals aus 17 Bundesstaaten. Erstmals war der 17. Staat Ohio im Kongress vertreten. Präsident war Thomas Jefferson.
Die Sitzverteilung im Repräsentantenhaus basierte auf der Volkszählung von 1800.
Der Kongress hatte zwei Sitzungsperioden. Die erste war zwischen dem 17. Oktober 1803 und dem 27. März 1804 und die zweite ging vom 5. November 1804 bis zum 3. März 1805.

## Wichtige Ereignisse
- 4. März 1803: Beginn der Legislaturperiode des 8. Kongresses.
- Während der gesamten Legislaturperiode setzt sich der Amerikanisch-Tripolitanische Krieg fort.
- 30. April 1803: Der Louisiana Purchase zwischen Frankreich und den USA wird abgeschlossen. Damit kommen 2.144.476 km² Land im Westen in den Besitz der Vereinigten Staaten. Das Gebiet umfasst außer Teilen des heutigen Louisiana auch die heutigen Staaten Arkansas, Missouri, Iowa, Oklahoma, Kansas, Nebraska und South Dakota sowie Teile von Minnesota, North Dakota, Texas, New Mexico, Colorado, Wyoming, Montana, außerdem noch Randgebiete der kanadischen Provinzen Manitoba, Saskatchewan und Alberta.
- 15. Februar 1804: New Jersey schafft als letzter Staat der Nordstaaten die Sklaverei ab.
- 26. März 1804: Gründung des Orleans-Territoriums.
- 14. Mai 1804: Die Lewis-und-Clark-Expedition beginnt ihre Mission.
- 15. Juni 1804: Der 12. Zusatzartikel zur Verfassung der Vereinigten Staaten ist von der nötigen Anzahl von Bundesstaaten ratifiziert und tritt somit in Kraft. Dabei geht es um die Neuregelung der Wahl des Präsidenten und des Vizepräsidenten.
- 11. Juli 1804:  Vizepräsident Aaron Burr tötet Alexander Hamilton in einem Duell.
- 30. November 1804: Beginn des später gescheiterten Amtsenthebungsverfahrens gegen den Bundesrichter Samuel Chase.
- 3. Dezember 1804: Bei den Präsidentschaftswahlen des Jahres 1804 wird Thomas Jefferson in seinem Amt bestätigt.
- 1804: Bei den Kongresswahlen verteidigt die Demokratisch-Republikanische Partei ihre Mehrheit in beiden Kammern.

## Die wichtigsten Gesetze
In den Sitzungsperioden des 8. Kongresses wurden unter anderem folgendes Bundesgesetz verabschiedet (siehe auch: Gesetzgebungsverfahren):
- 20. Oktober 1803: Der Senat ratifiziert den Louisiana Purchase.
- 9. Dezember 1803: Der 12. Verfassungszusatz wird von beiden Kammern verabschiedet und den Bundesstaaten zur Ratifizierung zugeleitet (siehe oben).

## Zusammensetzung nach Parteien

### Senat
- Demokratisch-Republikanische Partei: 25
- Föderalistische Partei: 9
- Sonstige: 0
- Vakant: 0

Gesamt: 34 Stand am Ende der Legislaturperiode

### Repräsentantenhaus
- Demokratisch-Republikanische Partei: 103
- Föderalistische Partei: 39
- Sonstige: 0
- Vakant: 0

Gesamt: 142 Stand am Ende der Legislaturperiode
Außerdem gab es noch einen nicht stimmberechtigten Kongressdelegierten.

## Amtsträger

### Senat
- Präsident des Senats: Aaron Burr (DR)
- Präsident pro tempore:  John Brown (DR) bis zum 26. Februar 1804, dann Jesse Franklin bis zum 4. November 1804 und danach Joseph Anderson (DR)

### Repräsentantenhaus
- Sprecher des Repräsentantenhauses: Nathaniel Macon (DR)

## Senatsmitglieder
Im achten Kongress vertraten folgende Senatoren ihre jeweiligen Bundesstaaten:
| Connecticut - 1. James Hillhouse (F) - 3. Uriah Tracy (F) Delaware - 2 William H. Wells (F) bis 6. November 1804 - James A. Bayard (F) ab dem 13. November 1804 - Samuel White (F) Georgia - 3. James Jackson (DR) - 2. Abraham Baldwin (DR) Kentucky - 2. John Brown (DR) - 3. John Breckinridge (DR) Maryland - 3. Robert Wright (DR) - 1. Samuel Smith (DR), Massachusetts - 2. Timothy Pickering (F) - 1. John Quincy Adams (F) New Hampshire - 3. William Plumer (F) - 2. Simeon Olcott (F) New Jersey - 1. John Condit (DR) ab dem 1. September 1803 - 2. Jonathan Dayton (F) New York - 3. DeWitt Clinton (DR) bis zum 4. November 1803 - John Armstrong (DR) 7. Dezember 1803 bis zum 23. Februar 1804 - John Smith (DR) ab dem 23. Februar 1804 - 1. Theodorus Bailey (DR) bis zum 16. Januar 1804 - John Armstrong (DR) 25. Februar 1804 bis zum 30. Juni 1804 - Samuel Latham Mitchill (DR) ab dem 23. November 1804 | North Carolina - 2. Jesse Franklin (DR) - 3. David Stone (DR) Ohio - 1. John Smith (DR) ab dem 1. April 1803 - 3. Thomas Worthington (DR) ab dem 1. April 1803 Pennsylvania - 1. Samuel Maclay (DR) - 3. George Logan (DR) Rhode Island - 1. Samuel J. Potter (DR) bis zum 14. Oktober 1804 - Benjamin Howland (DR) ab dem 29. Oktober 1804 - 2. Christopher Ellery (DR) South Carolina - 2. Thomas Sumter (DR) - 3. Pierce Butler (DR) bis zum 21. November 1804 - John Gaillard (DR) ab dem 6. Dezember 1804 Tennessee - 2 Joseph Anderson (DR) - 1. William Cocke (DR) Vermont - 1. Israel Smith (DR) - 3. Stephen R. Bradley (DR) Virginia - 2. Wilson Cary Nicholas (DR) bis zum 22. Mai 1804 - Andrew Moore (DR) 11. August bis 4. Dezember 1804 - William Branch Giles (DR) ab dem 4. Dezember 1804 - 1. Stevens Mason (DR) bis zum 10. Mai 1803 - John Taylor (DR) 4. Juni bis 7. Dezember 1803 - Abraham B. Venable (DR) 7. Dezember 1803 bis zum 7. Juni 1804 - William Branch Giles (DR) 11. August bis 4. Dezember 1804 - Andrew Moore ab dem 4. Dezember 1804 |

## Mitglieder des Repräsentantenhauses
Folgende Kongressabgeordnete vertraten im achten Kongress die Interessen ihrer jeweiligen Bundesstaaten:
| Connecticut Alle Abgeordneten wurden staatsweit gewählt. - John Cotton Smith (F) - Samuel W. Dana (F) - John Davenport (F) - Calvin Goddard (F) - Simeon Baldwin (F) - Benjamin Tallmadge (F) - Roger Griswold (F) Delaware - Caesar A. Rodney (DR) (Staatsweit gewählt) Georgia Alle Abgeordneten wurden staatsweit gewählt. - Peter Early (DR) - Joseph Bryan (DR) - David Meriwether (DR) - Samuel Hammond (DR) bis zum 2. Februar 1805, danach war der Sitz vakant Kentucky Sechs Wahlbezirke - 1. Matthew Lyon (DR) - 2. John Boyle (DR) - 3. Matthew Walton (DR) - 4. Thomas Sandford (DR) - 5. John Fowler (DR) - 6. George M. Bedinger (DR) Maryland Acht Wahlbezirke. Der Fünfte Wahlbezirk stellte zwei Abgeordnete. - 1. John Campbell (F) - 2. Walter Bowie (DR) - 3. Thomas Plater (F) - 4. Daniel Hiester (DR) bis zum 7. März 1804 - Roger Nelson (DR) ab dem 6. November 1804 - 5. William McCreery (DR) - 5. Nicholas Ruxton Moore (DR) - 6. John Archer (DR) - 7. Joseph Hopper Nicholson (DR) - 8. John Dennis (F) Massachusetts Siebzehn Wahlbezirke - 1. William Eustis (DR) - 2. Jacob Crowninshield (DR) - 3. Manasseh Cutler (F) - 4. Joseph Bradley Varnum (DR) - 5. Thomas Dwight (F) - 6. Samuel Taggart (F) - 7. Nahum Mitchell (F) - 8. Lemuel Williams (F) - 9. Phanuel Bishop (DR) - 10. Seth Hastings (F) - 11. William Stedman (F) - 12. Thomson J. Skinner (DR) bis 10. August 1804 - Simon Larned (DR) ab dem 5. November 1804 - 13. Ebenezer Seaver (DR) - 14. Richard Cutts (DR) - 15. Peleg Wadsworth (F) - 16. Samuel Thatcher (F) - 17 Phineas Bruce (F) New Hampshire Alle Abgeordneten wurden staatsweit gewählt. - Silas Betton (F) - Clifton Clagett (F) - Samuel Hunt (F) - Samuel Tenney (F) - David Hough (F) New Jersey Alle Abgeordneten wurden staatsweit gewählt. - Adam Boyd (DR) - Ebenezer Elmer (DR) - William Helms (DR) - James Mott (DR) - James Sloan (DR) - Henry Southard (DR) New York Siebzehn Wahlbezirke - 1. John Smith (DR) bis zum 23. Februar 1804 - Samuel Riker (DR) ab dem 5. November 1804 - 2. Joshua Sands (F) - 3. Samuel Latham Mitchill (DR) bis zum 22. November 1804 - George Clinton Jr. (DR) ab dem 14. Februar 1805 - 4. Philip Van Cortlandt (DR) - 5. Andrew McCord (DR) - 6. Isaac Bloom (DR) bis zum 26. April 1803 - Daniel C. Verplanck (DR) ab dem 17. Oktober 1803 - 7. Josiah Hasbrouck (DR) - 8. Henry W. Livingston (F) - 9. Killian K. Van Rensselaer (F) - 10. George Tibbits (F) - 11. Beriah Palmer (DR) - 12. David Thomas (DR) - 13. Thomas Sammons (DR) - 14. Erastus Root (DR) - 15. Gaylord Griswold (F) - 16. John Paterson (DR) - 17. Oliver Phelps (DR) | North Carolina Zwölf Wahlbezirke - 1. Thomas Wynns (DR) - 2. Willis Alston (DR) - 3. William Kennedy (DR) - 4. William Blackledge (DR) - 5. James Gillespie (DR) bis zum 11. Januar 1805, danach blieb der Sitz vakant - 6. Nathaniel Macon (DR) - 7. Samuel D. Purviance (F) - 8. Richard Stanford (DR) - 9. Marmaduke Williams (DR) - 10. Nathaniel Alexander (DR) - 11. James Holland (DR) - 12. Joseph Winston (DR) Ohio - Jeremiah Morrow (DR) staatsweit gewählt Pennsylvania Elf Wahlkreise. Die ersten drei Wahlbezirke stellten drei Abgeordnete, der vierte zwei. Die restlichen je einen. - 1A. Joseph Clay (DR) - 1B. Michael Leib (DR) - 1C. Jacob Richards (DR) - 2A. Robert Brown (DR) - 2B. Frederick Conrad (DR) - 2C. Isaac Van Horne (DR) - 3A. Isaac Anderson (DR) - 3B. Joseph Hiester (DR) - 3C. John Whitehill (DR) - 4A. David Bard (DR) - 4B. John A. Hanna (DR) - 5. Andrew Gregg (DR) - 6. John Stewart (DR) - 7. John Rea (DR) - 8. William Findley (DR) - 9. John Smilie (DR) - 10. William Hoge (DR) bis zum 15. Oktober 1804 - John Hoge (DR) ab dem 2. November 1804 - 11 John Lucas (DR) Rhode Island Alle Abgeordneten wurden staatsweit gewählt. - Joseph Stanton (DR) - Nehemiah Knight (DR) South Carolina Acht Wahlbezirke - 1. Thomas Lowndes (F) - 2. William Butler (DR) - 3. Benjamin Huger (F) - 4. Wade Hampton I. (DR) - 5. Richard Winn (DR) - 6. Levi Casey (DR) - 7. Thomas Moore (DR) - 8. John B. Earle (DR) Tennessee Alle drei Abgeordnete wurden staatsweit gewählt - William Dickson (DR) - George W. Campbell (DR) - John Rhea (DR) Vermont Vier Wahlkreise - 1. Gideon Olin (DR) - 2. James Elliot (DR) - 3. William Chamberlain (F) - 4. Martin Chittenden (F) Virginia 22 Wahlbezirke - 1. John George Jackson (DR) - 2. James Stephenson (F) - 3. John Smith (DR) - 4. David Holmes (DR) - 5. Thomas Lewis (F) bis zum 5. März 1804 - Andrew Moore (DR) 5. März bis 11. August 1804 - Alexander Wilson (DR) ab dem 4. Dezember 1804 - 6. Abram Trigg (DR) - 7. Joseph Lewis (F) - 8. Walter Jones (DR) - 9. Philip R. Thompson (DR) - 10. John Dawson (DR) - 11. Anthony New (DR) - 12. Thomas Griffin (F) - 13. John Johns Trigg (DR) bis zum 17. Mai 1804 - Christopher H. Clark (DR) ab dem 5. November 1804 - 14. Matthew Clay (DR) - 15. John Randolph (DR) - 16. John Wayles Eppes (DR) - 17. Thomas Claiborne (DR) - 18. Peterson Goodwyn (DR) - 19. Edwin Gray (DR) - 20. Thomas Newton (DR) - 21. Thomas Mann Randolph (DR) - 22. John Clopton (DR) |

Nicht stimmberechtigte Mitglieder im Repräsentantenhaus:
- William Lattimore Mississippi-Territorium